# Heilig Hartbeeld (Oss)
Het Heilig Hartbeeld is een standbeeld in de Nederlandse plaats Oss.

## Achtergrond
In 1919 werd, mede door Titus Brandsma, het initiatief genomen om een Heilig Hartbeeld in Oss op te richten. De beeldhouwer August Falise kreeg de opdracht hiervoor. Het beeld werd op 25 juni 1922 aan het Walplein onthuld, in aanwezigheid van onder anderen Brandsma, bisschop Diepen en burgemeester H.F. van den Elzen. Kort na de onthulling werd een breuklijn ontdekt aan de achterkant van het beeld. Volgens Falise ging het slechts om een natuurlijk ader in de steen. Natuursteenhandelaar Van Stokkum verklaarde desgevraagd dat het beeld er niet van te lijden zou hebben en vele jaren meekon. Na overleg besloot Falise een nieuw beeld te maken voor Oss, het oude kon hij verkopen aan een parochie in Sappemeer. Het beeld is daar echter nooit geplaatst, omdat het sneuvelde tijdens de treinreis. Falise maakte daarop ook voor Sappemeer een nieuw beeld.
In verband met een reconstructie van het Walplein, verhuisde het beeld in 1967 naar de Berghemseweg.

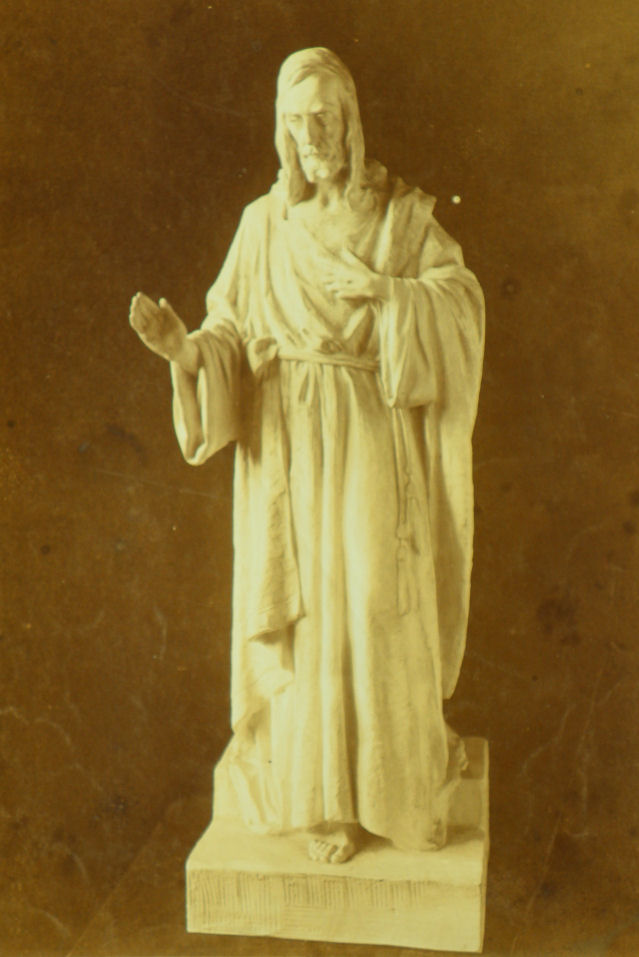
Oorspronkelijk ontwerp van het beeld voor Oss

## Beschrijving
Het beeld toont een staande Christusfiguur, gekleed in een eenvoudige mantel met koord om het middel. Hij wijst met de linkerhand naar het vlammend Heilig Hart op zijn borst. In Falises eerste uitvoering maakte Christus een gebaar met zijn hele rechterhand, bij het nieuwe beeld maakt hij een zegenend gebaar met opgeheven wijs- en middelvinger. 
Het beeld staat op een hoge sokkel, waarop in het Latijn een inscriptie is aangebracht: 

REGI SUO CIVES